# Gelsemiaceae
Gelsemiaceae, malena biljna porodica iz reda sirištarolike (Gentianales) sa svega 13 priznatih vrsta, među kojima i izuzetno opasna Gelsemium elegans iz jugoistočne Azije koja izaziva zatajenje srce, i omiljena je među kineskom i ruskom mafijom, kako bi se riješili suparnika i svjedoka.
Porodica obuhvaća rodove, Gelsemium s 3 vrste i Mostuea s 9 vrsta, Pteleocarpa s jednom vrstom. Četvrti rod, Coinochlamys, ima svega jednu vrstu, Coinochlamys gabonica (Baill.) Soler., koja se danas vodi kao sinonim za Mostuea hirsuta.